# Le Cap (Saint-Pierre-et-Miquelon)
Cet article concerne la presqu'île de l'île de Miquelon. Pour la ville d'Afrique du Sud, voir Le Cap.
Le Cap est une presqu'île qui, avec celles de Grande Miquelon et de Langlade, forme l'île de Miquelon, dans l'archipel de Saint-Pierre-et-Miquelon.

## Géographie
La presqu'île du Cap, longue de 6 km pour environ 1,5 km de large, forme la partie nord-ouest de l'île de Miquelon. Sa forme incurvée ferme l'anse de Miquelon.
Elle est située au nord de Grande Miquelon, à laquelle elle est uniquement reliée par un tombolo dite la « dune de Miquelon », le Grand Étang de Miquelon séparant les deux presqu'îles. Au nord-est du Cap, la presqu'île se termine par le cap du Nid à l'Aigle, aussi couramment appelé le « cap Miquelon ».
Administrativement, la presqu'île du Cap fait partie de la commune de Miquelon-Langlade, dont elle accueille le chef-lieu et l'unique localité, le village de Miquelon qui se trouve la côte sud-est de la presqu'île, au fond de l'anse de Miquelon.
Le phare du Cap-Blanc (ou de Cap-Blanc), construit en 1883 et classé Monument historique en 2012, se trouve sur la côte occidentale de la presqu'île.